# Dendrophilus tularensis
Dendrophilus tularensis es una especie de coleóptero de la familia Histeridae.

## Distribución geográfica
Habita en América del Norte.